# イラッド・オルティス・ジュニア
イラッド・オルティス・ジュニア（Irad Ortiz Jr.、1992年8月11日 - ）はアメリカ合衆国のニューヨークを拠点とする騎手である。実弟は同じく騎手のホセ・オルティス。

## 来歴
プエルトリコ・トルヒージョ・アルトで生まれる。元騎手の祖父の影響で幼い頃から騎手に憧れを抱き、騎手養成学校を経て2011年にプエルトリコで騎手デビュー。同年6月にアメリカ合衆国へ渡り、ベルモントパーク競馬場で騎乗を開始し、1年目から151勝を記録した。
3年目の2013年に224勝を挙げ、全米リーディング（勝利数）で10位にランクインする。2014年には290まで勝ち星を伸ばしてベスト3に入り、トップジョッキーの仲間入りを果たす。2015年にはステファニーズキトゥンでブリーダーズカップ・フィリー&メアターフを制するなど年間300勝の大台に乗せた。
2018年9月15日、ベルモントパーク競馬場の第6レースに騎乗して1着となり、通算2000勝を達成した。同年は自己最多の346勝を挙げ、2年連続での北米最多勝と初の最多賞金獲得騎手に輝いた。
2019年、2020年シーズンも北米最多勝および最多賞金獲得騎手を獲得している。
弟のホセよりも鐙を短くして、高い位置で騎乗するスタイルである。

## 主な勝ち鞍
※太字は米国クラシック競走およびブリーダーズカップ競走
- 2012年
  - CCAオークス（Questing）
  - アラバマステークス（Questing）
  - ペンシルベニアダービー（Handsome Mike）
  - アルフレッド・G・ヴァンダービルトハンデキャップ（Poseidon's Warrior）
- 2013年
  - カーターハンデキャップ（Swagger Jack）
  - シャンペンステークス（Havana）
  - キングスビショップステークス（Capo Bastone）
- 2014年
  - ブリーダーズカップ・ジュヴェナイルフィリーズターフ（Lady Eli）
  - テストステークス（Sweet Reason）
  - エイコーンステークス（Sweet Reason）
- 2015年
  - ブリーダーズカップ・フィリー&メアターフ（Stephanie's Kitten）
  - フラワーボウルステークス（Stephanie's Kitten）
  - ベルモントオークスインビテーショナルステークス（Lady Eli）
  - マンハッタンハンデキャップ（Slumber）
  - テストステークス（Cavorting）
  - スピンスターステークス（Got Lucky）
- 2016年
  - ベルモントステークス（Creator）
  - フラワーボウルステークス（Lady Eli）
  - ダイアナステークス（Dacita）
  - スピナウェイステークス（Pretty City Dancer）
- 2017年
  - ゲイムリーステークス（Lady Eli）
  - ダイアナステークス（Lady Eli）
  - ビヴァリーD・ステークス（Dacita）
  - スピナウェイステークス（Lady Ivanka）
  - シャンペンステークス（Firenze Fire）
  - ジョッキークラブゴールドカップステークス（Diversify）
  - ブリーダーズカップ・フィリー&メアスプリント（Bar of Gold）
- 2018年
  - ジャストアゲームステークス（A Raving Beauty）
  - ホイットニーステークス（Diversify）
  - アーリントンミリオンステークス（Robert Bruce）
  - フラワーボウルステークス（Fourstar Crook）
  - ブリーダーズカップ・ジュヴェナイルフィリーズターフ（Newspaperofrecord）
  - ブリーダーズカップ・フィリー&メアスプリント（Shamrock Rose）
- 2019年
  - ペガサスワールドカップターフ（Bricks and Mortar）
  - ターフクラシックステークス（Bricks and Mortar）
  - マンハッタンステークス（Bricks and Mortar）
  - アーリントンミリオンステークス（Bricks and Mortar）
  - スピナウェイステークス（Perfect Alibi）
  - サマーステークス（Decorated Invader）
  - ナタルマステークス（Abscond）
  - ペンシルベニアダービー（Math Wizard）
  - ブリーダーズカップ・ダートマイル（Spun to Run）
  - ブリーダーズカップ・ターフ（Bricks and Mortar）
  - ブリーダーズカップ・クラシック（Vino Rosso）
- 2020年
  - ペガサスワールドカップ（Mucho Gusto）
  - ジャストアゲームステークス（Newspaperofrecord）
  - マンハッタンステークス（Instilled Regard）
  - ホイットニーステークス（Improbable）
  - ジョッキークラブゴールドカップ（Happy Saver）
  - ブリーダーズカップ・スプリント（Whitmore）
  - ハリウッドダービー（Domestic Spending）
- 2021年
  - ペガサスワールドカップターフ（Colonel Liam）
  - ブリーダーズカップ・ダートマイル（Life Is Good）
- 2022年
  - ペガサスワールドカップ（Life Is Good）
  - ペガサスワールドカップターフ（Colonel Liam）
  - ブリーダーズカップ・ジュヴェナイル（Forte）